# صرع موسيقي
الصَرع المُوسيقي هو شكلٌ من أشكال الصرع الانعكاسي مع نوباتٍ مُثارةٍ بمحفزاتٍ خاصة.
يُحتمل أنَّ هذه الحالة قد وصفت للمرة الأولى عام 1605 بواسطة الفيلسوف والباحث الفرنسي جوزيف غوستوس سكاليغر (1540-1609). كانت المنشورات اللاحقة حول الحالة في القرن الثامن عشر، ومنها ما نشره الطبيب الألماني صموئيل شارشميت، وما نشره الطبيب البريطاني جون سي كوك في القرن التاسع عشر 1823، وما نُشر عام 1881 بواسطة عالم الأعصاب البريطاني وعالم الصرع ويليام ريتشارد غاورز، وكذلك في عام 1913 بواسطة أخصائي الأعصاب الروسي وأخصائي الفيزيولوجيا العصبية الإكلينيكية والطبيب النفسي فلاديمير ميخائيلوفيتش بختريف. في عام 1937، صاغ عالم الأعصاب البريطاني ماكدونالد كريتشلي المصطلح لأول مرة وصنفه كواحدٍ من أشكال الصرع الانعكاسي.
كان مُعظم المرضى يعانون من صرع الفص الصدغي. كان الاستماع (وربما التفكير أو التشغيل) إلى موسيقى محددةٍ للغاية عادةً ذات محتوًى عاطفيٍ تؤدي إلى نوباتٍ بؤرية مع أو بدون فقدانٍ في الوعي، كما قد تتطور أحيانًا إلى نوباتٍ توترية - رمعية.
على الرغم من أنَّ الجزء الموسيقي يوجد غالبًا في الفص الصدغي الأيمن للأشخاص غير الموسيقيين، إلا أنَّ بداية النوبة قد يكون في نصف الأيسر. هناك حوالي 100 مريض وُثقت حالتهم في الأبحاث حتى الآن، فقد كان حوالي 75% منهم مصابين بصرع الفص الصدغي، وكانت النساء أكثر تأثرًا قليلًا، وكان متوسط عمر البدء حوالي 28 عامًا. أظهرت نتائج مخطط كهربائية الدماغ النوبي (Ictal EEG) والتصوير الطبي بأشعة غاما (SPECT) وكذلك دراسات التصوير الوظيفي بالرنين المغناطيسي بأنَّ المنطقة الصرعية غالبًا موجودةٌ في الفص الصدغي الأيمن. وُثقت حالاتٌ عولجت بجراحة الصرع، والتي تؤدي إلى تخلصٍ كامل من النوبة الصرعية.